# SM U-73
SM U-73 – niemiecki podwodny stawiacz min, trzeci okręt typu UE I, zbudowany w stoczni Kaiserliche Werft w Gdańsku w roku 1915. Zwodowany 16 czerwca 1915 roku, wszedł do służby w Kaiserliche Marine 9 października 1915 roku. W czasie swojej służby SM U-73 zatopił 18 statków o łącznej pojemności 86 649 BRT, uszkodził trzy statki o pojemności 8067 BRT oraz zatopił trzy okręty (28 750 BRT). U-73 był sprawcą zatonięcia największego statku zatopionego w okresie I wojny światowej – HMHS „Britannica” (bliźniaka słynnego „Titanica”).

## Budowa
U-73 był trzecim z dziesięciu okrętów typu UE I, będącego następcą typu U-66. Był jednokadłubowym okrętem przeznaczonym do działań oceanicznych, o długości 56,8 metra, wyporności w zanurzeniu 755 ton i o zasięgu 5480 Mm przy prędkości 7 węzłów na powierzchni oraz 83 Mm przy prędkości 4 węzły w zanurzeniu. Załoga składała się z 32 osób: 28 marynarzy i 4 oficerów. Okręt był wyposażony początkowo w działo pokładowe o kalibrze 88 mm, które zostało w 1917 roku wymienione na działo o kalibrze 105 mm. Wewnątrz kadłuba sztywnego okręt przewoził 34 kotwiczne miny morskie, stawiane z dwóch rufowych aparatów minowych o średnicy 100 cm. Każdy z nich mieścił po trzy miny. Po ich otwarciu, masa wody (w sumie 6 ton) musiała być kompensowana zalewaniem dziobowych zbiorników balastowych. Wygospodarowanie miejsca dla min oznaczało również przesunięcie przedziału silnikowego w kierunku dziobu. Uzbrojenie torpedowe to dwie wyrzutnie (dziobowa i rufowa) kalibru 500 mm, typu zewnętrznego, z zapasem 4 torped.

## Służba
Pierwszym dowódcą okrętu został 9 października 1915 roku mianowany Gustav Siess. Pod jego dowództwem SM U-73 zatopił 16 statków oraz trzy uszkodził. Od lutego 1916 roku do końca roku na okręcie jako drugi oficer służył Martin Niemöller.
30 kwietnia 1916 roku jednostka została przydzielona do II Flotylli. Pierwszym zatopionym przez SM U-73 statkiem był brytyjski żaglowiec „Inverlyon” (1827 BRT). 11 kwietnia 1916 roku płynący z Portland do Limerick z ładunkiem zboża statek został zatrzymany 108 mil na północny zachód od Fastnet Rock i zatopiony. 17 kwietnia, kontynuując marsz na Morze Śródziemne, U-73 zatopił kolejny statek – norweski parowiec „Terje Viken” (3579 BRT), zbudowany w roku 1902 w stoczni Tyne Iron SB. Co. i płynący z Galveston do Lizbony z ładunkiem zboża.
Na przełomie kwietnia i maja 1916 roku okręt prowadził działania u wybrzeży Malty. 27 kwietnia u wejścia do Wielkiego Portu na postawione przez U-73 miny wpłynęły dwa brytyjskie okręty: zbudowany w 1915 roku dla Royal Navy slup HMS „Nasturtium” o wyporności 1250 ton, na którym zginęło 8 członków załogi, oraz HMS „Russell”, zbudowany w 1899 roku w Palmers Shipbuilding and Iron Company w Jarrow przeddrednot typu Duncan o wyporności 14 000 ton. Manewrujący u wejścia do Wielkiego Portu pancernik wszedł na dwie miny i w ciągu 20 minut zatonął. Z 720-osobowej załogi śmierć poniosły 124 osoby. Następnego dnia na tę samą zagrodę minową wpadł uzbrojony jacht, HMY „Aegusa” (dawny „Erin” sir Thomasa Liptona), i zatonął ze stratą sześciu ludzi.

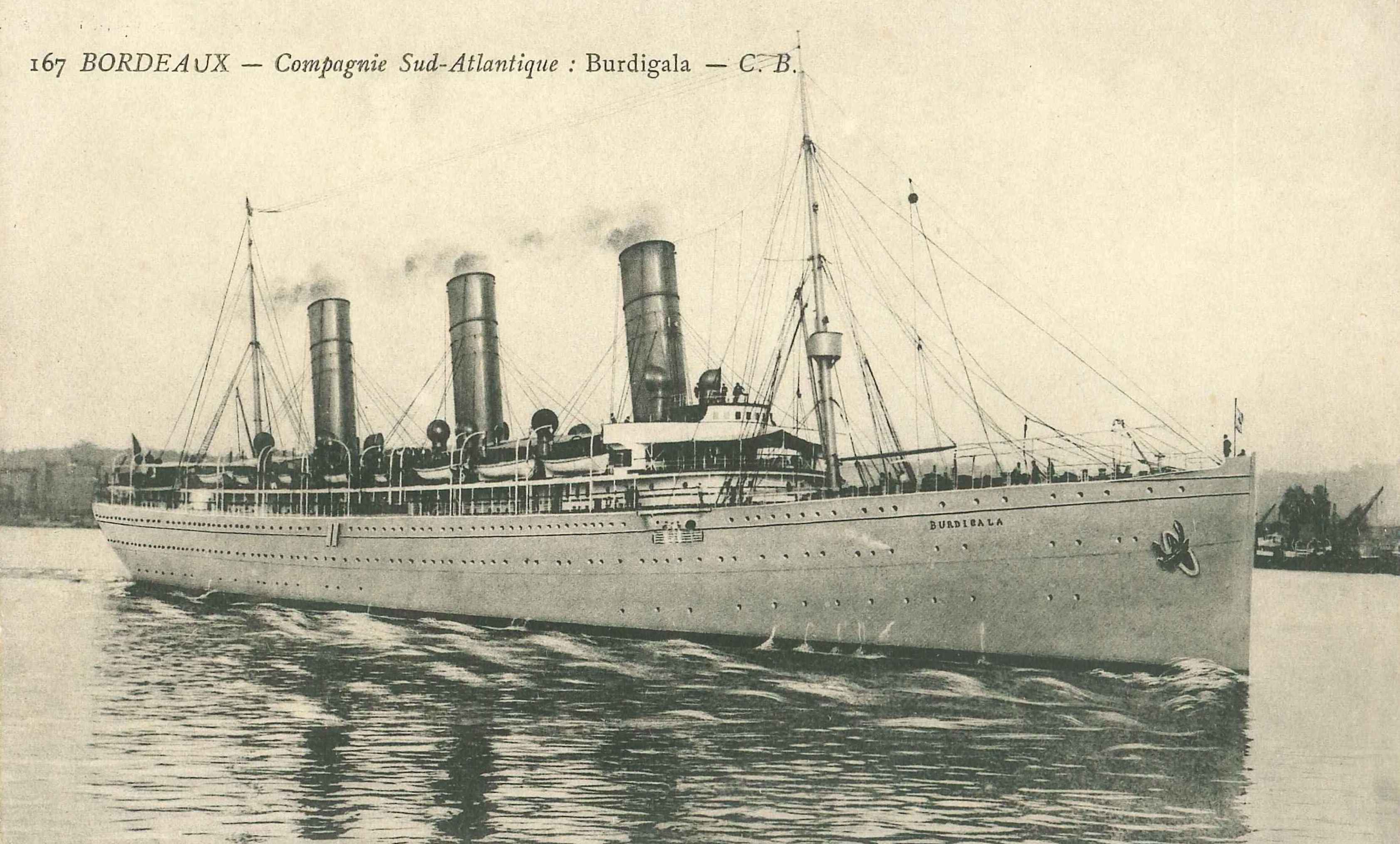
SS „Burdigala”

14 listopada 1916 roku 2 mile od wejścia do portu na greckiej wyspie Kiea, na minę postawioną przez U-73 wszedł francuski krążownik pomocniczy SS „Burdigala”. Ten zbudowany w 1897 roku w Gdańsku w Ferdinand Schichau Werft transatlantyk do 1912 roku pływał pod niemiecką banderą jako SS „Kaiser Friedrich”. W 1912 roku został sprzedany francuskiej firmie Compagnie de Navigation Sud Atlantique. W sierpniu 1914 roku statek został przejęty przez Marine nationale. Statek służył do przewozu wojska z Tulonu do Dardaneli oraz Salonik w czasie bitwy o Gallipoli w latach 1915–1916. 20 listopada 1916 roku na miny postawione u wejścia do portu w Pireusie wpłynęły dwa greckie parowce; oba zostały poważnie uszkodzone. „Spetzai” (788 BRT) zatonął, jednak w późniejszym okresie został wydobyty i powrócił do służby. Dzień później, w czasie rejsu z Neapolu do Mudros, na minę postawioną w okolicy wyspy Kiea wpłynął HMHS „Britannic” (48 158 BRT). „Britannic” był zbudowanym w latach 1911–1915 transatlantykiem, jednym z trzech podobnych statków typu Olimpic (innym był RMS „Titanic”); w czasie I wojny światowej służył jako statek szpitalny. „Britannic” zatonął w ciągu 55 minut. Mimo że na pokładzie było ponad 1100 osób, liczba ofiar była stosunkowo niewielka – zginęło 9 oficerów i 21 marynarzy, a 40 zostało rannych.

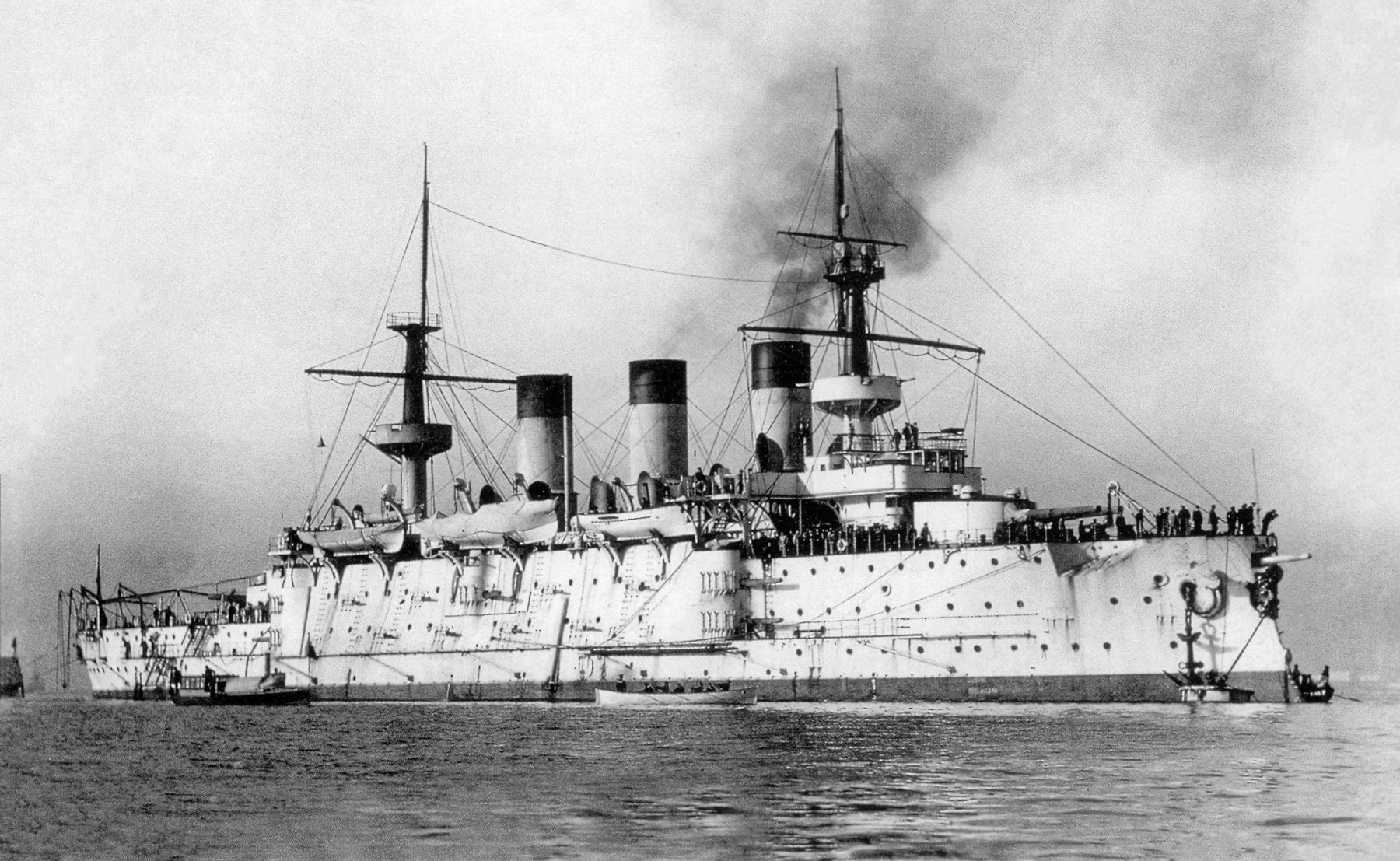
„Pierieswiet” w 1901 roku

W grudniu 1916 roku SM U-73 zatopił dwa brytyjskie statki: 21 grudnia 94 mile na północny wschód od Port Saidu tankowiec „Murex” (3564 BRT), a 23 grudnia 5 mil od Aleksandrii parowiec „Thistleban” (4117 BRT). 2 stycznia 1917 roku na miny postawione 10 mil od Port Saidu wszedł „Pierieswiet” (ros. Пересвет), należący do Marynarki Wojennej Imperium Rosyjskiego krążownik pancerny (zdeklasowany pancernik) typu Pierieswiet, o wyporności 13 500 ton. Zginęło 91 członków z liczącej 828 marynarzy i oficerów załogi; pozostali zostali uratowani przez alianckie jednostki z Port Saidu. Ostatnim zatopionym przez U-73 pod dowództwem Gustava Siessa statkiem był brytyjski parowiec „Bilswood” (3097 BRT). Statek wszedł na minę 8 mil od portu w Aleksandrii.
22 maja 1917 roku dowództwo nad okrętem objął kapitan Ernst von Voigt i dowodził nim do 15 stycznia 1918 roku. W tym okresie U-73 zatopił cztery statki: trzy niewielkie żaglowce oraz brytyjski parowiec „Midlothian” (1321 BRT). 16 stycznia 1918 roku kolejnym dowódcą okrętu został kapitan Karl Meusel, który poprzednio dowodził okrętem SM U-155 (pod jego dowództwem U-155 zatopił 19 statków o łącznej pojemności 52 387 BRT oraz jeden uszkodził). 16 czerwca dowództwo SM U-73 przejął kapitan Carl Bünte, który dowodził nim do 15 września 1918 roku. W tym okresie U-73 zatopił jeden statek – brytyjski parowiec „Almerian” (3030 BRT), zbudowany w 1897 roku w stoczni R. Thompson & Sons w Sunderlandzie, płynący z ładunkiem siarki i drobnicy z Livorno do Liverpoolu. W dniu 19 października wszedł on na minę postawioną przez U-73 i zatonął 13 mil na południowy zachód od Sycylii. „Almerian” był ostatnim statkiem zatopionym przez SM U-73.
Ostatnim dowódcą jednostki został Fritz Saupe, mianowany na to stanowisko 16 września 1918 roku. Pod jego dowództwem okręt nie odniósł dalszych sukcesów. 30 października 1918 roku U-73 został samozatopiony u wejścia do Zatoki Kotorskiej.